# Veliki Popovac
Veliki Popovac (cyr. Велики Поповац) – wieś w Serbii, w okręgu braniczewskim, w gminie Petrovac na Mlavi. W 2011 roku liczyła 1169 mieszkańców.